# 格林利夫鎮區 (明尼蘇達州米克縣)
格林利夫鎮區（英語：Greenleaf Township）是位於美國明尼蘇達州米克縣的一個行政鎮區。

## 歷史
格林利夫鎮區於1859年成立，紀念早期定居者威廉·亨利·格林利夫（William Henry Greenleaf）。

## 地方資料
格林利夫鎮區的面積為101.04平方千米，當中陸地面積為92.83平方千米，而水域面積為8.21平方千米。根據2020年美國人口普查的數據，當地共有人口744人，而人口密度為每平方千米7.36人。